# FK Varnsdorf
FK Varnsdorf (celým názvem: Fotbalový klub Varnsdorf) je český profesionální fotbalový klub, který sídlí ve Varnsdorfu v Ústeckém kraji. Původně ve městě působilo mnoho klubů německé komunity, z nichž nejvýznamnější byl Warnsdorfer FK. Současný český klub byl založen v roce 1938. Svůj současný název nese od roku 2011. Slovan byl v klubovém názvu obsažen v letech 1957–2011. Klubové barvy jsou modrá a žlutá. Domácím hřištěm je Městský stadion v Kotlině s kapacitou 5 000 míst (z toho 900 k sezení).

## Historie

### Počátky fotbalu ve Varnsdorfu
Počátky fotbalu ve Varnsdorfu se datují již od začátku 20. století, kdy zde byl založen DFC (Deutscher Fussball Club) po vzoru DFC Prag. Tento tým se přihlásil do Rakouského fotbalového svazu, jelikož německá mužstva z Čech nemohla hrát saské soutěže. V roce 1931 se DFC sloučilo s SK Edelgrund do nové organizace Warnsdorfer Fußballklub.
V polovině roku 1938 se konala ustavující schůze českého fotbalového klubu ve městě. Nově vzniklý klub získal název SK Hraničář Varnsdorf. Druhá světová válka ovšem záhy přerušila jeho činnost, která byla obnovena až v roce 1945.

### Období slučování
V roce 1953 se Hraničář změnil název na DSO Jiskra Elite Varnsdorf a záhy se sloučil s dalším místním klubem – Jiskra Velveta. Tento sloučený klub v roce 1956 vyhrál přebor Libereckého kraje a postoupil do divize. V 50. letech působil ve městě ještě jeden klub – TJ Spartak, a tak v roce 1957 přišlo další slučování a vznik TJ Slovanu Varnsdorf. V roce 1960 toto mužstvo sestoupilo z divize a muselo na opětovný postup čekat až do sezóny 1968/1969.
Historickým úspěchem Slovanu byl postup do třetí ligy v červnu 1972. Zde vydržel pět sezón, než po posledním místě v sezóně 1976/77 sestoupil zpět do divize.

### Vzestup v 90. letech a následný historický úspěch
Po počátečních neúspěších přišel v roce 1995 sestup až od oblastního přeboru. O rok později se Slovan do divize vrátil, následně vystoupil z TJ a přejmenoval se na SK Slovan Varnsdorf. Druhý postup do třetí ligy v historii klubu se povedl v sezoně 1997/98. V soutěži se postupně zlepšoval. Nejvýraznějšího úspěchu dosáhl v sezóně 2005/06, kdy skončil druhý o tři body za Čáslaví a jen těsně mu tak unikl postup do 2. ligy. Postupu se Slovan dočkal v sezóně 2009/10, kdy sice skončil na nepostupovém pátém místě, ale díky neudělení licence střížkovským Bohemians pro druhou ligu, se Slovan účastnil licenčního řízení a po odmítnutí výše postavených týmů, získal možnost si poprvé v historii zahrát druhou ligu. Od roku 2011 hraje pod novým názvem FK Varnsdorf.
Dne 24. května 2015 FK Varnsdorf uhrál ve 2. lize remízu 0:0 s vedoucím týmem SK Sigma Olomouc a získaný bod definitivně zajistil týmu druhé místo a postup do první ligy kolo před koncem soutěže. Kvůli nevyhovujícímu stadiónu se však majitelé klubu po ukončení ročníku vzdali práva na první ligu a do Synot ligy 2015/16 postoupil třetí tým tabulky FC Fastav Zlín.

## Historické názvy
Zdroj: 
- 1938 – SK Hraničář Varnsdorf (Sportovní klub Hraničář Varnsdorf)
- 1939 – zánik
- 1945 – obnovena činnost pod názvem SK Hraničář Varnsdorf (Sportovní klub Hraničář Varnsdorf)
- 1953 – DSO Jiskra Elite Varnsdorf (Dobrovolná sportovní organisace Jiskra Elite Varnsdorf)
- 1954 – fúze s DSO Sokol Velveta Varnsdorf ⇒ DSO Jiskra Varnsdorf (Dobrovolná sportovní organisace Jiskra Varnsdorf)
- 1957 – fúze s DSO Spartak Varnsdorf ⇒ TJ Slovan Varnsdorf (Tělovýchovná jednota Slovan Varnsdorf)
- 1996 – SK Slovan Varnsdorf (Sportovní klub Slovan Varnsdorf)
- 2011 – FK Varnsdorf, a.s. (Fotbalový klub Varnsdorf, akciová společnost)

## Soupiska
| #  | Pozice | Hráč                |
| -- | ------ | ------------------- |
| 1  | B      | Lukáš Pešl          |
| 2  | Z      | Jakub Hora          |
| 4  | Z      | Solomon Osaghe      |
| 5  | Z      | Matthias Leitl      |
| 6  | O      | Matěj Vlk           |
| 7  | Z      | Ladislav Dufek      |
| 9  | Z      | Jakub Hudák         |
| 10 | Ú      | Filip Firbacher     |
| 11 | Z      | Ayatullahi Suleiman |
| 12 | O      | Kryštof Karban      |

| #  | Pozice | Hráč             |
| -- | ------ | ---------------- |
| 16 | Z      | Milan Lexa       |
| 17 | Z      | Patrik Dohalský  |
| 18 | Ú      | Oliver Velich    |
| 19 | Ú      | Pavlo Rudnytskyy |
| 20 | Z      | Roman Zálešák    |
| 21 | O      | Matěj Kubista    |
| 22 | O      | Martin Kouřil    |
| 23 | Ú      | Ondřej Podzimek  |
| 33 | B      | Martin Vaňák     |

## Umístění v jednotlivých sezonách
Stručný přehled
Zdroj: 
- 1951: Krajská soutěž – Liberec
- 1952: Krajský přebor – Liberec
- 1964–1965: Severočeský krajský přebor
- 1965–1969: Severočeský oblastní přebor
- 1969–1972: Divize B
- 1972–1977: 3. liga – sk. A
- 1977–1978: Divize B
- 1978–1979: Divize C
- 1979–1989: Divize B
- 1989–1990: Divize C
- 1990–1995: Divize B
- 1995–1996: Severočeský oblastní přebor
- 1996–1998: Divize B
- 1998–2010: Česká fotbalová liga
- 2010–2012: 2. liga
- 2012–2025: Fotbalová národní liga
- 2025–: Česká fotbalová liga

Jednotlivé ročníky
Zdroj: 
Legenda: Z – zápasy, V – výhry, R – remízy, P – porážky, VG – vstřelené góly, OG – obdržené góly, +/− – rozdíl skóre, B – body, červené podbarvení – sestup, zelené podbarvení – postup, fialové podbarvení – reorganizace, změna skupiny či soutěže
| Československo (1951 – 1993) |                             |        |    |    |    |    |    |    |     |    |        |
| Sezóny                       | Liga                        | Úroveň | Z  | V  | R  | P  | VG | OG | +/− | B  | Pozice |
| 1951                         | Krajská soutěž – Liberec    | 2      | 18 | 8  | 2  | 8  | 56 | 58 | −2  | 18 | 6.     |
| 1952                         | Krajský přebor – Liberec    | 2      | 22 | 7  | 0  | 15 | 53 | 88 | −35 | 14 | 10.    |
| …                            |                             |        |    |    |    |    |    |    |     |    |        |
| 1964/65                      | Severočeský krajský přebor  | 3      | 26 | 9  | 6  | 11 | 37 | 34 | +3  | 24 | 9.     |
| 1965/66                      | Severočeský oblastní přebor | 4      | 26 | 10 | 5  | 11 | 40 | 47 | −7  | 25 | 8.     |
| 1966/67                      | Severočeský oblastní přebor | 4      | 26 | 11 | 3  | 11 | 53 | 49 | +4  | 27 | 7.     |
| 1967/68                      | Severočeský oblastní přebor | 4      | 26 | 14 | 6  | 6  | 47 | 27 | +20 | 34 | 3.     |
| 1968/69                      | Severočeský oblastní přebor | 4      | 26 | 17 | 2  | 5  | 42 | 26 | +16 | 36 | 2.     |
| 1969/70                      | Divize B                    | 4      | 26 | 13 | 7  | 6  | 44 | 26 | +18 | 33 | 2.     |
| 1970/71                      | Divize B                    | 4      | 26 | 12 | 9  | 5  | 31 | 28 | +3  | 33 | 2.     |
| 1971/72                      | Divize B                    | 4      | 26 | 18 | 3  | 5  | 51 | 23 | +28 | 39 | 1.     |
| 1972/73                      | 3. liga – sk. A             | 3      | 30 | 9  | 9  | 12 | 35 | 40 | −5  | 27 | 9.     |
| 1973/74                      | 3. liga – sk. A             | 3      | 30 | 11 | 4  | 15 | 35 | 48 | −13 | 26 | 14.    |
| 1974/75                      | 3. liga – sk. A             | 3      | 30 | 8  | 8  | 14 | 32 | 60 | −28 | 24 | 14.    |
| 1975/76                      | 3. liga – sk. A             | 3      | 30 | 9  | 8  | 13 | 26 | 41 | −15 | 26 | 13.    |
| 1976/77                      | 3. liga – sk. A             | 3      | 30 | 5  | 3  | 22 | 23 | 55 | −32 | 13 | 16.    |
| 1977/78                      | Divize B                    | 3      | 30 | 12 | 3  | 15 | 47 | 51 | −4  | 27 | 10.    |
| 1978/79                      | Divize C                    | 3      | 30 | 8  | 10 | 12 | 29 | 38 | −9  | 26 | 10.    |
| 1979/80                      | Divize B                    | 3      | 30 | 7  | 10 | 13 | 24 | 38 | −14 | 24 | 14.    |
| 1980/81                      | Divize B                    | 3      | 30 | 8  | 5  | 17 | 30 | 47 | −17 | 21 | 15.    |
| 1981/82                      | Divize B                    | 4      | 26 | 12 | 4  | 10 | 43 | 32 | +11 | 28 | 4.     |
| 1982/83                      | Divize B                    | 4      | 26 | 13 | 6  | 7  | 41 | 33 | +8  | 32 | 4.     |
| 1983/84                      | Divize B                    | 4      | 26 | 12 | 6  | 8  | 47 | 37 | +10 | 35 | 2.     |
| 1984/85                      | Divize B                    | 4      | 30 | 12 | 7  | 11 | 55 | 41 | +14 | 31 | 6.     |
| 1985/86                      | Divize B                    | 4      | 30 | 12 | 8  | 10 | 48 | 42 | +6  | 32 | 6.     |
| 1986/87                      | Divize B                    | 4      | 30 | 12 | 5  | 13 | 40 | 50 | −10 | 29 | 8.     |
| 1987/88                      | Divize B                    | 4      | 30 | 11 | 9  | 10 | 36 | 53 | +3  | 31 | 5.     |
| 1988/89                      | Divize B                    | 4      | 30 | 11 | 7  | 12 | 39 | 51 | −12 | 25 | 9.     |
| 1989/90                      | Divize C                    | 4      | 30 | 5  | 12 | 13 | 32 | 42 | −10 | 22 | 15.    |
| 1990/91                      | Divize B                    | 4      | 30 | 10 | 9  | 11 | 35 | 35 | 0   | 29 | 10.    |
| 1991/92                      | Divize B                    | 4      | 30 | 10 | 9  | 11 | 38 | 46 | −8  | 29 | 10.    |
| 1992/93                      | Divize B                    | 4      | 30 | 13 | 5  | 12 | 47 | 50 | −3  | 31 | 7.     |
| Česko (1993 – )              |                             |        |    |    |    |    |    |    |     |    |        |
| Sezóny                       | Liga                        | Úroveň | Z  | V  | R  | P  | VG | OG | +/− | B  | Pozice |
| 1993/94                      | Divize B                    | 4      | 30 | 12 | 5  | 13 | 41 | 48 | −7  | 29 | 8.     |
| 1994/95                      | Divize B                    | 4      | 30 | 10 | 2  | 18 | 41 | 49 | −8  | 32 | 14.    |
| 1995/96                      | Severočeský oblastní přebor | 5      | 30 | 17 | 7  | 6  | 66 | 31 | +35 | 58 | 1.     |
| 1996/97                      | Divize B                    | 4      | 30 | 16 | 6  | 8  | 55 | 30 | +25 | 54 | 3.     |
| 1997/98                      | Divize B                    | 4      | 30 | 15 | 9  | 6  | 56 | 38 | +18 | 54 | 1.     |
| 1998/99                      | Česká fotbalová liga        | 3      | 34 | 8  | 15 | 11 | 42 | 50 | −8  | 39 | 13.    |
| 1999/00                      | Česká fotbalová liga        | 3      | 30 | 9  | 5  | 16 | 44 | 49 | −5  | 32 | 12.    |
| 2000/01                      | Česká fotbalová liga        | 3      | 34 | 11 | 7  | 16 | 44 | 59 | −15 | 40 | 15.    |
| 2001/02                      | Česká fotbalová liga        | 3      | 34 | 18 | 7  | 9  | 64 | 43 | +21 | 61 | 3.     |
| 2002/03                      | Česká fotbalová liga        | 3      | 34 | 16 | 7  | 11 | 50 | 40 | +10 | 55 | 4.     |
| 2003/04                      | Česká fotbalová liga        | 3      | 34 | 14 | 6  | 14 | 50 | 52 | −2  | 48 | 6.     |
| 2004/05                      | Česká fotbalová liga        | 3      | 32 | 12 | 6  | 14 | 49 | 55 | −6  | 42 | 8.     |
| 2005/06                      | Česká fotbalová liga        | 3      | 34 | 19 | 9  | 6  | 69 | 30 | +39 | 66 | 2.     |
| 2006/07                      | Česká fotbalová liga        | 3      | 34 | 17 | 7  | 10 | 44 | 27 | +17 | 59 | 3.     |
| 2007/08                      | Česká fotbalová liga        | 3      | 34 | 16 | 18 | 10 | 46 | 35 | +11 | 56 | 6.     |
| 2008/09                      | Česká fotbalová liga        | 3      | 34 | 11 | 12 | 11 | 42 | 36 | +6  | 45 | 6.     |
| 2009/10                      | Česká fotbalová liga        | 3      | 34 | 14 | 7  | 13 | 53 | 46 | +7  | 49 | 5.     |
| 2010/11                      | 2. liga                     | 2      | 30 | 10 | 7  | 13 | 33 | 38 | −5  | 37 | 13.    |
| 2011/12                      | 2. liga                     | 2      | 30 | 10 | 12 | 8  | 33 | 34 | −1  | 42 | 7.     |
| 2012/13                      | Fotbalová národní liga      | 2      | 30 | 15 | 4  | 11 | 49 | 37 | +12 | 49 | 5.     |
| 2013/14                      | Fotbalová národní liga      | 2      | 30 | 13 | 8  | 9  | 42 | 31 | +11 | 47 | 4.     |
| 2014/15                      | Fotbalová národní liga      | 2      | 30 | 17 | 8  | 5  | 47 | 27 | +20 | 59 | 2.     |
| 2015/16                      | Fotbalová národní liga      | 2      | 28 | 8  | 10 | 10 | 35 | 44 | −9  | 34 | 9.     |
| 2016/17                      | Fotbalová národní liga      | 2      | 30 | 10 | 5  | 15 | 44 | 46 | −2  | 35 | 11.    |
| 2017/18                      | Fotbalová národní liga      | 2      | 30 | 8  | 11 | 11 | 40 | 46 | −6  | 35 | 11.    |
| 2018/19                      | Fotbalová národní liga      | 2      | 30 | 13 | 9  | 8  | 33 | 26 | +7  | 48 | 6.     |
| 2019/20                      | Fotbalová národní liga      | 2      | 30 | 6  | 8  | 16 | 37 | 65 | −28 | 26 | 14.    |
| 2020/21                      | Fotbalová národní liga      | 2      | 26 | 6  | 12 | 8  | 20 | 27 | -7  | 30 | 12.    |
| 2021/22                      | Fotbalová národní liga      | 2      | 30 | 13 | 6  | 11 | 47 | 35 | +12 | 45 | 6.     |
| 2022/23                      | Fotbalová národní liga      | 2      | 30 | 12 | 7  | 11 | 54 | 46 | +8  | 43 | 6.     |
| 2023/24                      | Fotbalová národní liga      | 2      | 30 | 8  | 12 | 10 | 51 | 50 | +1  | 36 | 13.    |
| 2024/25                      | Fotbalová národní liga      | 2      | 30 | 8  | 8  | 14 | 39 | 47 | -8  | 32 | 15.    |

Poznámky
- 2009/10: Klub postupuje do vyšší soutěže administrativním způsobem.
- 2014/15: Postup do nejvyšší soutěže odmítnut kvůli nevyhovujícímu stadionu ve Varnsdorfu.